# Barlay Gusztáv
Barlay Gusztáv, született: Blaschek (Kalocsa, 1922. július 4. – Budapest, XII. kerület, 2005. február 2.) magyar rendező, rádiórendező, egyetemi tanár. Felesége Bánki Zsuzsa színésznő.

## Életpályája
Szülei Blaschek Gusztáv királyi fogházgondnok és Szabó Erzsébet. 1940–1944 között a Pázmány Péter Tudományegyetem Jogtudományi Kara, 1944–1949 között a Színház- és Filmművészeti Főiskola hallgatója volt. 1949–1951 között a Nemzeti Színház színésze, 1949–1952 között a  tanára volt. 1951–1954 között a Madách Színház színész-rendezőjeként, 1954–55-ben a Petőfi Színház rendezőjeként dolgozott. 1956-ban a Magyar Néphadsereg Színháza és a Magyar Rádió rendezője lett. 1960–1977 között a Magyar Rádió főrendezője volt. 1977–1983 között a József Attila Színházban rendezett. 1983–84-ben ismét a Nemzeti rendezője volt.

## Színházi munkái

### Színészként
- Katona József: Bánk bán... egy zászlós úr
- George Bernard Shaw: Tanner John házassága... tiszt
- William Shakespeare: Othello... 2. hirnök
- Lope de Vega: A kertész kutyája... Lirano
- Lev Tolsztoj: Anna Karenina... őrnagy
- Davidoglu: Bányászok... második bányász
- Virta: Kárhozottak összeesküvése... Max Venta
- Lavrenyov: Amerika hangja... Hell katona
- Trenyov: Ljubov Jarovája... 1. munkás
- Háy Gyula: Az élet hídja... Ernőffy Andor
- Mihajlov-Szamojlov: Titkos háború... második tiszt
- Gogol: A revizor... Uhoverov
- Fast: Harminc ezüstpénz... Fuller
- Lope de Vega: A hős falu... Ferdinánd
- Kron: Halott völgy... Teimur
- Shakespeare: Rómeó és Júlia... Páris gróf

### Rendezőként
- Tabi László: A pirossapkás lány (1951)
- Afinogenov: Kisunokám (1955)
- Rácz György: Réti pipitér (1958)
- Sánta Ferenc: Éjszaka (Az áruló) (1978)
- Grochowiak: Őrült Gréta (1978)
- Labiche: Mézeshét (1979)
- Aljosin: Anna őfelsége (1979)
- Bereményi Géza: Halmi vagy a tékozló fiú (1980)
- Müller Péter: Szemenszedett igazság (1981)
- Menzel: De jó szeretni! (1982)

## Rádiójátékai
A Rádiólexikon szerinti munkái:
- Vörösmarty Mihály: Csongor és Tünde (1958, 1961, 1971, 1975, 1979)
- Andersen: A császár csalogánya (1959–1960)
- Andersen: A kis kanász (1960)
- Shaw: Hazafiak (1962-1963)
- Kosztolányi Dezső: A kulcs (1962)
- Gyárfás Miklós: A hangok (1966)
- Stehlik: A bizalom vonala (1968)
- Katona József: Bánk bán (1971, 1978)
- Ptacek: A gyermek halála (1973)
- Schisgal: A gépírók (1975)
- Németh László: A két Bolyai (1976)
- Karinthy Ferenc: Visszajátszás (1977–1978)
- Lalic: Hanus mester (1981)
- Sós György: A cipők éneke (1982)
- Soyinka: A láplakók (1982, 1986, 1988)
- Csehov: A 6-os számú kórterem (1983, 2003)
- László Anna: A helyzet ura (1984)

## Szinkronszerepei
| Év   | Cím                     | Szereplő                      | Színész       | Szinkron év |
| ---- | ----------------------- | ----------------------------- | ------------- | ----------- |
| 1952 | Római lányok            | Alberto, Elena első vőlegénye | Mario Silvani | 1955        |
| 1954 | Volt egyszer egy király | N/A                           | N/A           | 1955        |

## Díjai, elismerései
- Jászai Mari-díj (1962, 1969)
- Érdemes művész (1975)